# Mountain Green
Mountain Green est une census-designated place du comté de Morgan, dans l'État de l'Utah, aux États-Unis. En 2020, elle compte une population de 4 231 habitants.